# Hadena eximia
Hadena eximia är en fjärilsart som beskrevs av Otto Staudinger 1895. Hadena eximia ingår i släktet Hadena och familjen nattflyn. Inga underarter finns listade i Catalogue of Life.